# Agafonov
Agafonov je priimek več oseb:
- Vasilij Prohorovič Agafonov, sovjetski general
- Pavel Jelisejevič Agafonov, sovjetski vojaški pilot
- Ksenija Agafanova, ruska tekačica
- Alica Agafanova, ukrajinska drsalka